# Rasoi
Rasoi è un film del 1993 diretto da Mario Martone.
Il soggetto è tratto dall'omonimo spettacolo teatrale di Enzo Moscato del 1991, ed interpretato da Toni Servillo e dallo stesso Moscato.